# Barokken
Barokken er en vestlig kulturperiode, som begyndte i første del af 17. århundrede i Rom. Barokken opstod i forlængelse af modreformationen som en arkitektonisk stil, der skulle demonstrere den katolske kirkes magt. Den er kendetegnet ved drama og storhed i skulpturer, malerier, litteratur, dans og musik.
Barokkens popularitet blev støttet af den Romerskkatolske kirke, som ved Tridentinerkoncilet besluttede, at kunsten skulle vise religiøse temaer med inddragelse af stærke følelser . Aristokratiet brugte også barokarkitekturen og malerkunstens dramatiske stil til at imponere gæster og vise overvældende magt. Barokke paladser er bygget omkring en indgang med pladser, store trapper og modtagelsesrum af stigende rigdom.

## Etymologi
Ifølge Oxford English Dictionary og Ordbog over det danske Sprog kommer barok fra det portugisiske ord "barroco", spansk "barroco" eller fransk "baroque", som alle betyder en "ujævn eller uperfekt perle". Ordets endelige oprindelse er uvis., men nogle kilder henviser til middelalderlatin, hvor termen baroco anvendes i logikken.
På dansk kan barok i daglig tale også betyde svulstigt, grovkornet, plat, overdrevent, udførligt og unødigt kompliceret. Denne brug af ordet kan spores tilbage til den franske filosof Michel de Montaigne."

## Barokkens udvikling
Fra omkring år 1600 medførte kravet om ny kunst det, som i dag kendes som barokken. Ved Tridentinerkoncilet (1545-63) behandlede den romersk-katolske kirke emnet repræsentationel kunst og krævede, at malerier og skulpturer i kirkelig sammenhæng skulle tale til den jævne snarere end den velinformerede. Det kom til at tjene som inspiration for barokken, der blomstrede en generation senere. Denne drejning mod et populistisk syn på kirkebygningens- og udsmykningens funktion ses af mange kunsthistorikere som det, der skabte fornyelse fra Caravaggio og Carraccibrødrene i Rom.
Barokstilen flyttede sig bevidst fra det 16. århundredes manneristiske humor og intellektuelle kvaliteter mod en direkte pirring af sanserne. Den gjorde brug af en ikonografi, som var direkte, jævn, åbenlys og dramatisk. Barokkunsten udnyttede de brede og heroiske tendenser hos Annibale Carracci og hans skole og fandt inspiration i andre kunstnere som Caravaggio og Federico Barocci, som i dag kan kaldes 'ur-barok'.
Små tegn på barokken findes også i Michelangelos og Correggios værker.
Et af de mest pompøse resultater af enevældens iscenesættelse er Versailles-slottet uden for Paris (færdiggjort i perioden 1669 - 85)
Mange paralleller findes mellem barokmaleri og "barokmusik". I musikken blomstrer forskellig fraselængde, harmoni, ekkovirkning og kontrapunkt. De erstattede polyfonien, og instrumenternes særpræg blev tydeligere. En lignende fascination af simple, stærke og dramatiske udtryk findes i digtningen, hvor klare, bredt synkoperede rytmer erstattede sammenbundne forklarende metafysiske metaforer. De blev i England brugt af sværmeriske mannerister som John Donne i sindbilleder, som var stærkt påvirkede af visioner inden for malerkunsten. De kan spores i John Miltons episke barokdigt Paradise Lost og i Thomas Kingos digtning.
Selv om barokken fra slutningen af 1720'erne i Frankrig blev fulgt af rokokoen i møbler, malerier og kunstindustri, var barokarkitekturen på mode til nyklassicismens fremkomst i 1770. Det napolitanske barokslot Reggia di Caserta blev først påbegyndt i 1752.
Barokkens malerier virker mindre flertydige, mindre esoteriske og mystiske. Barokke poseringer afhænger af contrapposto ("kontrapost") spændingen i figurer som bevæger skuldrene og hofterne i modsatte retninger. Det fik skulpturerne se ud, som om de var på nippet til at bevæge sig; som Berninis David.
De senere mere tørre, rene og mindre dramatiske stadier af det 18. århundredes arkitekturstil kaldes "senbarok". Den akademiske ny-palladianske arkitekturstil blev brugt af William Kent i Storbritannien. Kents møbler er påvirket af barokmøbler fra Rom og Genova.
Heinrich Wölfflin definerede barokken som den periode, hvor ovalen erstattede cirklen som centrum for komposition – balancen erstattede organiseringen omkring en akse – og hvor farver og effekter begyndte at blive tydelige.[kilde mangler] Protestantiske kunsthistorikere har fokuseret på, at barokken blev udviklet i en tid, hvor den romersk-katolske kirke reagerede på mange revolutionære kulturelle bevægelser og ny videnskab og nye former for religion— Reformationen. Den svulmende og monumentale barok er en stil, som kunne give paven et formelt, respektindgydende virkemiddel til at genoprette Kirkens prestige. Den blev udviklet i Rom, hvor barokarkitekturen fornyede de centrale områder med den vigtigste reformation og blev et symbol på den katolske modreformation.

## Barokmalerier
En typisk barokmaler er Peter Paul Rubens. Hans malerier af Marie de Medici fra Palais du Luxembourg i Paris (nu i Musée du Louvre), er en katolsk malers hyldest til en katolsk mæcen: Barokken er en idé om monarki, ikonografi, malingshåndtering og sammensætning såvel som afbildningen af rum og bevægelse.
Der er stor forskel på italiensk barokmaleri fra Caravaggio til Cortona, men begge søgte den følelsesmæssige dynamik.
Kunstnerne brugte skeletter, dødningehoveder (vanitasmotivet) og timeglas. Alt dette for at vise at livet er kort og overfladisk. Især vanitasmotivet dominerede i barokkens malerkunst og litteratur.

## Stil
Barokken er et kulturfænomen, der udsprang fra den katolske kirke i kølvandet på dens modreformation, og er et forsøg på at vise kirkens overvældende magt.
Barokkens overdådige kunst – både malerkunst, musik og litteratur – var pr. definition præget af overklassen. Derudover ville barokken ikke indfange virkeligheden, men i stedet iscenesætte en illusion og gøre det hele meget sensuelt, sanseligt og drømmeagtigt.
I klædedragtshistorien er barokkens mest prominente skikkelser Ludvig XIV også kaldet "Solkongen". Barokmoden blomstrede fra 1620 til 1715. En barokkjole kendetegnes af et overdrevent forbrug af stof, svulmende skørter og mange udsmykninger i form af perler, ædle stene, blonder, broderi, bånd, brocher og kniplinger. Kjolerne var udringede, og kniplinger skulle dække, men ikke skjule. Herrens kjole var med detaljer som possementsknapper og paspolerede knaphuller, påsyede lommer og dybe læg. Ved kjolens revers og ærmer var der kalvekrøs og kniplingsmanchetter. En lang paryk fuldendte mandsdragten.
Slottene er udsmykket prangende. Spejlsale og illusioner blev brugt for at få rummene til at virke større og mere intimiderende. Haverne skulle have symmetriske gange, der pegede mod regentens trone. Buske og træer blev klippet i forme: fx figurer eller dyr. Fontænerne var kunstværker i sig selv, og skulpturer en del af haveinventaret.
Stilperioden lå mellem renæssancen og rokokoen.
Thomas Kingo klædte sig og udtrykte sig i barokkens stil.

## Barokkens musik
Nye musikformer som operaen, koncerten og sonaten kom til. Musikken gik fra renæssancemusikkens polyfonske kirkemusik over i en mere underholdningspræget og harmonisk lyd. Der blev gjort større brug af instrumenter, og som resultat begyndte der at komme flere professionelle musikere. Barokkens komponister er:
- Diderik Hansen Buxtehude
- Domenico Scarlatti
- Georg Friedrich Händel
- Henry Purcell
- Jean-Philippe Rameau
- Johan Adolph Scheibe
- Johann Sebastian Bach
- Antonio Vivaldi

## Dansk barok
Der er stor forskel på barokkens udtryk i kunsten på tværs af egnsdele og lande.
Den nordiske barok adskiller sig fra den italienske, franske og meget tunge østrigsk-tyske barok.
Den danske barok er lettere end dens sydeuropæiske forbilleder. Der er mange bevarede barokke bygninger i Danmark, blandt andet Clausholm, som i sammenligning med lignende tyske anlæg er meget stilrent og uden ornamentik.